# FastPictureViewer
FastPictureViewer — программа для просмотра и упорядочивания цифровых изображений. Программа использует аппаратное ускорение видеоадаптера и ряд технологий современных 32- и 64-разрядных Windows для оптимизации просмотра большого потока изображений и изображений высокого разрешения, с акцентом на простоте и скорости. Полнофункциональная версия программы платная, но также доступна и бесплатная версия с урезанным набором возможностей.
FastPictureViewer не имеет встроенных средств редактирования или улучшения изображений — она предназначена для ограниченного круга задач, например, для быстрого отбора нужных фотографий из тысяч других, находящихся в разных папках.
Интерфейс программы доступен на 15 языках, включая русский.

## Возможности
Согласно официальному сайту, FastPictureViewer поддерживает полное управление цветом, включая поддержку профессиональных мониторов (custom-profiled wide-gamut) с ICC-профилями форматов ICCv2 и ICCv4. Система рейтингов использует формат метаданных XMP. Если позволяют ресурсы, программа может кэшировать изображения и использовать многоядерные процессоры для параллельной загрузки изображений. По возможности используется аппаратное ускорение DirectX для масштабирования и перемещения изображения. Программа способна уменьшать очень большие файлы (например, астрономические фотографии), чтобы уместить их в видеопамяти или оперативной памяти, если это потребуется.
- Поддержка растровых форматов. Встроенная поддержка форматов JPEG, JPEG XR, TIFF, PNG, BMP и GIF. Специальные форматы — PSD, OpenEXR, Radiance HDR, DirectX DDS, Netpbm PMN, PPM, PBM, PGM и JPEG 2000 — поддерживаются посредством дополнительного пакета FastPictureViewer Codec Pack. Полный актуальный список форматов с примечаниями находится здесь.
- Поддержка Raw-форматов. WIC-кодеки изображений, устанавливаемые с программой, обеспечивают поддержку Raw-форматов более 400 цифровых фотоаппаратов, а также DNG и сжатых Rawzor. Установленные кодеки расширяют возможности Windows: для соответствующих изображений генерируются миниатюры, поддерживается поиск по метаданным, воспроизведение в Windows Explorer, Photo Viewer, Photo Gallery, Windows Media Center.
- Управление цветом. Возможность переключения между системами обработки цвета ICM 2.0 и WCS 1.0. Первая встроена в Windows начиная с Windows 98, вторая — начиная с Windows Vista. В FastPictureViewer дополнительно может быть включена система высокоточного отображения цветов, доступная в современных версиях Windows для потенциально более точного вывода цветов на мониторах с профилями.

## Версии
Первая публичная FastPictureViewer вышла 15 января 2008 года. Начиная со сборки 106, выпущенной 18 августа 2009 года, программа интегрирована с панелью задач Windows 7 и отображает список недавно использовавшихся папок.
В версии 1.4 появились следующие возможности: WAV-аннотации, поддержка GPS-данных, просмотр изображений по заданному критерию, пакетное переименование по заданному шаблону, новые операции с файлами: установка XMP-рейтинга, XMP-меток и срочности Photoshop; новые критерии для отбора: чувствительность ISO, книжная ориентация, сопутствующий XMP-файл и WAV-аннотация; команда очистки правил; небольшие косметические изменения; список сочетаний клавиш.
В версии 1.5 появился плагин для пакетной обработки IPTC-метаданных и средство проверки орфографии.
FastPictureViewer Professional 1.9.360.0 выпущена 25 апреля 2017 года. Совместима с Windows 10.